# 113 (Polizia di Stato)

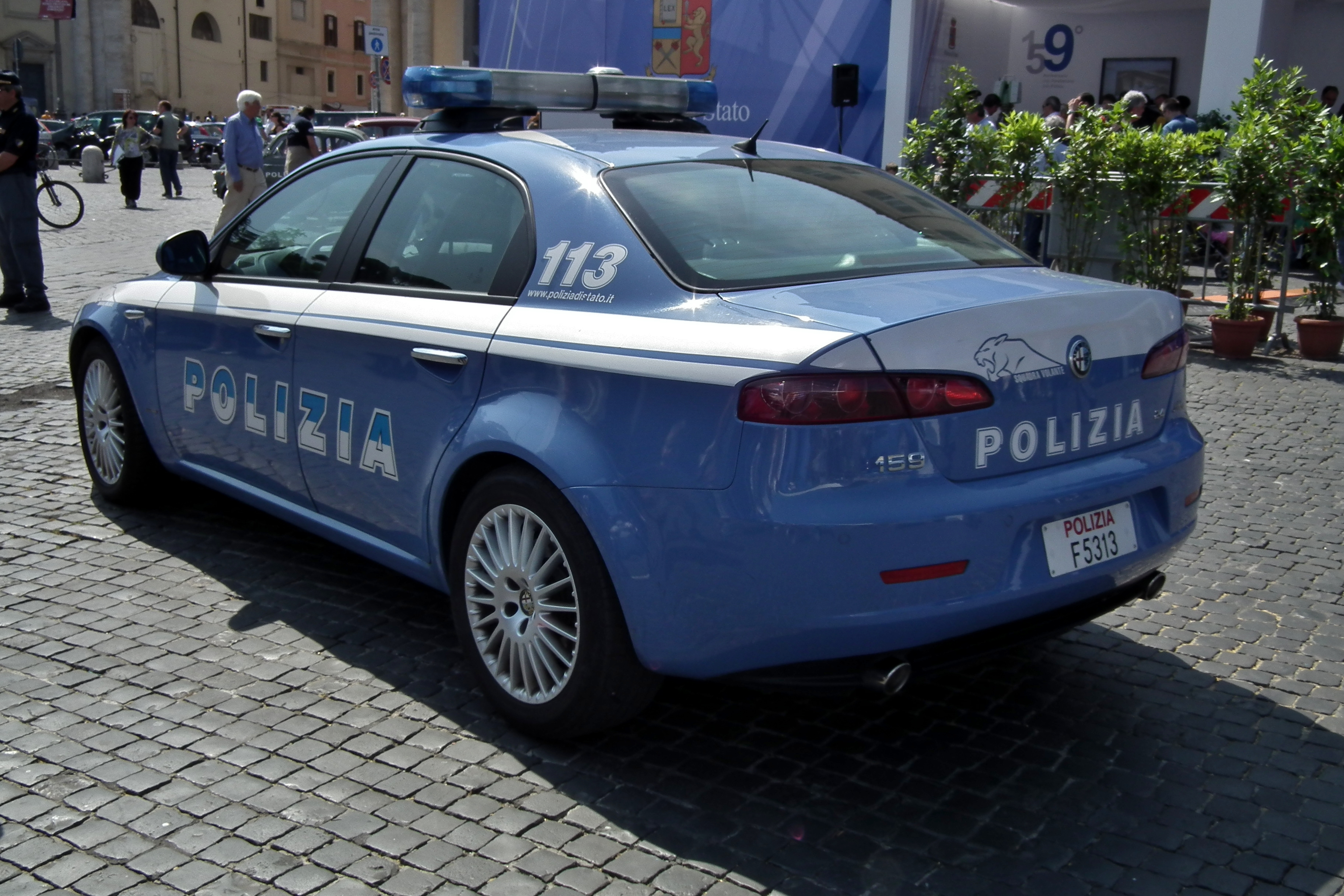
Un'Alfa Romeo 159 della Squadra volante con riportato il numero di emergenza 113

113, in Italia, è sia la denominazione del servizio della Polizia di Stato preposto a rispondere alle chiamate d'emergenza dei cittadini, sia il numero telefonico di emergenza da comporre per contattare tale servizio.
Le segnalazioni al 113 possono essere le più disparate: dai rumori molesti alle liti familiari o condominiali, dagli allarmi acustici ai rinvenimenti di veicoli rubati, sino a eventi come aggressioni, atti di bullismo, risse, scippi, rapine e omicidi.

## Storia

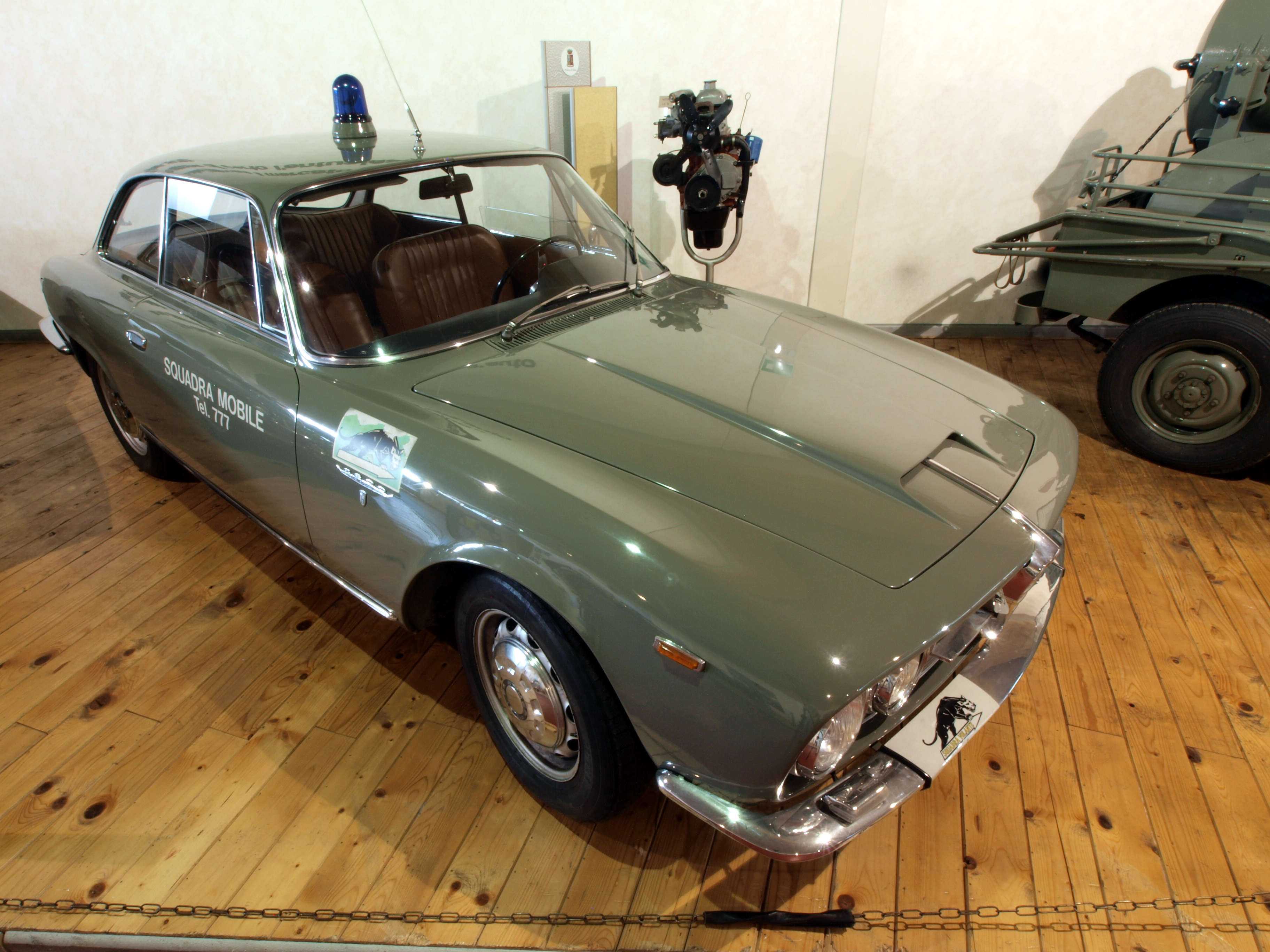
Un'Alfa Romeo 2600 della Polizia con indicato il primo numero di emergenza, il 777

Il 3 settembre 1945 la Questura di Milano si dotava del primo numero telefonico per le emergenze, il 777; il servizio di pronto intervento era dedicato alla repressione dei reati e al soccorso pubblico, soprattutto a quello a seguito di incidenti stradali: nello stesso anno era nato infatti, a Milano, il primo compartimento di Polizia stradale.
Occorre attendere 23 anni per una prima unificazione nazionale dei numeri di emergenza, con l'istituzione del servizio di soccorso collegato al numero telefonico 113, gestito dal Ministero dell'interno e realizzato con la collaborazione del Ministero della sanità, del Ministero delle poste e delle telecomunicazioni, della SIP, della CRI e dell'ACI: il 1º marzo 1968 ebbe inizio il servizio in via sperimentale, limitatamente alle regioni Lazio e Umbria, in seguito esteso a tutto il territorio nazionale.
Facendo seguito alle normative comunitarie, nel 2010 è stato avviato il progetto relativo allo sviluppo di un Numero unico di emergenza 112 (NUE) partendo dal territorio della provincia di Varese, ed è poi stato esteso a diverse province e regioni italiane. Nelle zone in cui è stato attivato il NUE, componendo tutti i numeri di emergenza (compreso il 113), la chiamata viene indirizzata a una centrale unica di risposta (CUR) che, dopo aver localizzato il chiamante e identificata la necessità principale (forze dell'ordine, vigili del fuoco, soccorso sanitario), indirizza la chiamata all'ente competente, in questo caso la sala operativa della Polizia, pertanto i singoli numeri di emergenza reindirizzano al 112 senza alcuna differenza per l'utente. Nelle aree in cui il NUE non è stato ancora introdotto, invece, tutti i numeri di emergenza continuano a funzionare in maniera autonoma.

## Logistica
Il servizio è sito presso la Questura d'appartenenza, precisamente nella Centrale Operativa Telecomunicazioni (COT), dove si trova anche la Sala Radio che raccoglie le segnalazioni inoltrate dai cittadini, predisponendo e gestendo gli interventi e le segnalazioni cui andranno a prestare soccorso o ausilio le Volanti e le Autoradio "operative", ovvero quelle che non siano già impegnate in altri interventi.
La sala del 113 è quindi, generalmente, una sorta di "centrale telefonica" gestita perlopiù da personale appartenente alla Polizia di Stato; nelle grandi e medie questure, si tratta di una stanza con varie postazioni consistenti in un sistema di terminali collegati alle linee telefoniche, nelle questure più piccole è possibile trovare centralino 113 e sala radio riuniti in un unico ufficio.